# Sinsat
Sinsat – miejscowość i dawna gmina we Francji, w regionie Oksytania, w departamencie Ariège. W 2013 roku populacja ówczesnej gminy wynosiła 114 mieszkańców. 
W dniu 1 stycznia 2019 roku z połączenia dwóch ówczesnych gmin – Aulos oraz Sinsat – powstała nowa gmina Aulos-Sinsat. Siedzibą gminy została miejscowość Sinsat. 